# Таммемяэ
Та́ммемяэ (эст. Tammemäe) — деревня в волости Саку уезда Харьюмаа, Эстония. 

## География и описание
Расположена в северной части Эстонии, в 5 км к югу от Таллина. На северо-западе граничит с деревней  Тянассильма, на юго-западе — с посёлком Саку, на западе — с деревней Мяннику. Высота над уровнем моря — 57 метров.
В деревне находятся озеро Таммемяэ и песчаный карьер.
Климат — умеренный. Официальный язык — эстонский. Почтовый индекс — 75509.

## Население
По данным переписи населения 2021 года, в Таммемяэ насчитывалось 38 жителей, из них 37 (97,4 %) — эстонцы.
По данным переписи населения 2011 года, в деревне проживали 35 человек, из них 34 (97,1 %) — эстонцы.
Численность населения деревни Таммемяэ по данным переписей населения:
| Год  | 2000 | 2011 | 2021 |
| ---- | ---- | ---- | ---- |
| Чел. | 22   | ↗ 35 | ↗ 38 |

## История
Официальной деревней стала в 1997 году, до этого являлась частью деревни Мяннику.

## Программа защиты эстонской архитектуры 20-го столетия
По инициативе Министерства культуры Эстонии, Департамента охраны памятников старины, Эстонской академии художеств и Музея архитектуры Эстонии в период с 2008 по 2013 год в рамках «Программы защиты эстонской архитектуры 20-го столетия» была составлена база данных самых ценных архитектурных произведений Эстонии XX века. В ней содержится информация о зданиях и сооружениях, построенных в 1870—1991 годы, которые предложено рассматривать как часть архитектурного наследия Эстонии и исходя из этого или охранять на государственном уровне, или взять на учёт. В этой базе данных есть объект, расположенный в деревне Таммемяэ:
- железнодорожная станция, построенная в царское время (в настоящее время закрыта)[14].

## Транспорт
В Таммемяэ останавливаются пригородные рейсовые автобусы № 117 (Таллин—Тагади) и № 117A (Таллин—Саку), а также коммерческий автобус № 206 (Таллин—Саку).

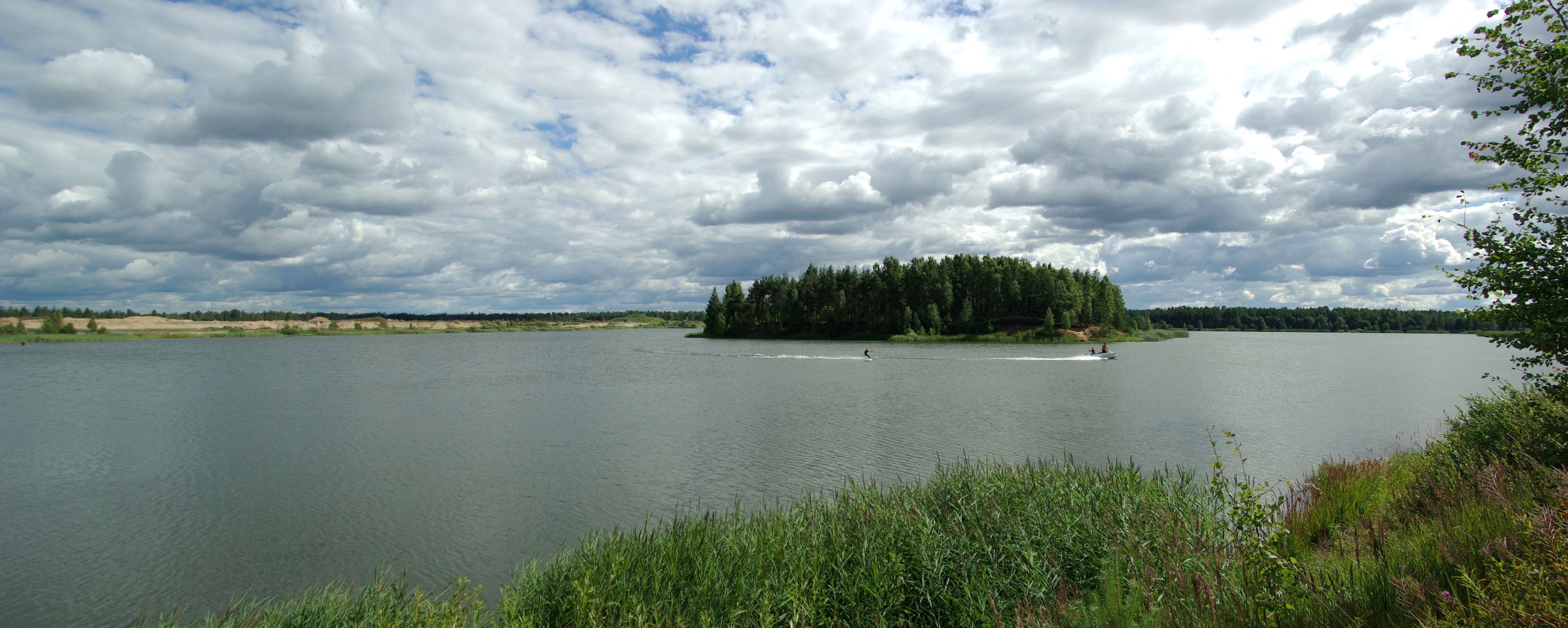
Озеро Таммемяэ
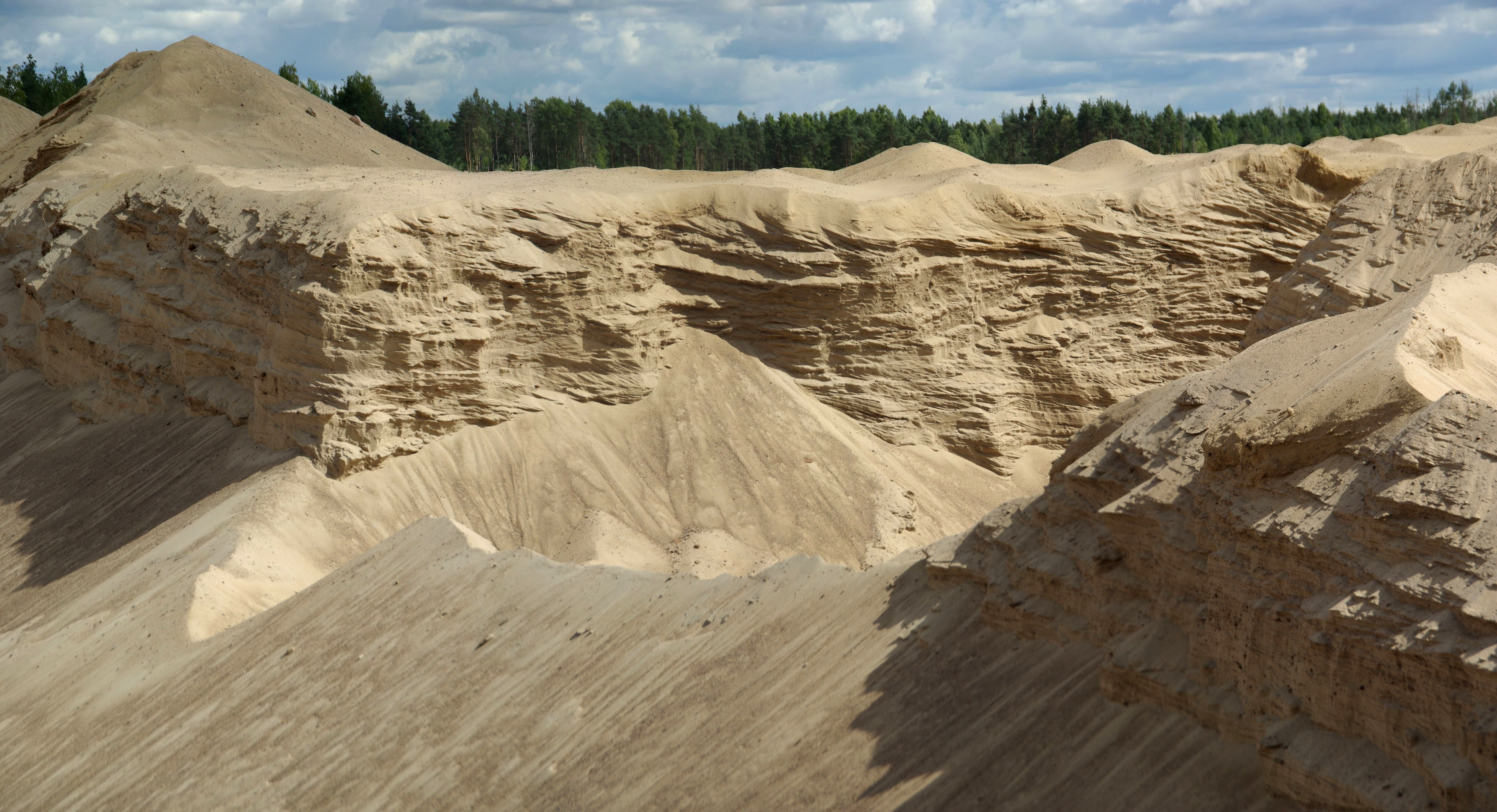
Песчаный карьер Таммемяэ